# Trần Thành Ngọ
Trần Thành Ngọ (1918 - 1947) là một quân nhân trong Quân đội Nhân Dân Việt Nam trong thời kỳ kháng chiến chống Pháp.

## Sự nghiệp
Ông là người làng Đẩu Vũ, Văn Đẩu, quận Kiến An. Thời trẻ, Trần Thành Ngọ là lính khố đỏ canh gác sân bay nên gọi là Đội Ngọ. Giữa năm 1944, Trần Thành Ngọ tham gia cách mạng.
Cuối năm 1944, ông đã tổ chức đội tự vệ cứu quốc Văn Đẩu tại đình Đẩu Sơn. Đây là lực lượng nòng cốt của phong trào cách mạng địa phương.
Ngày 26/11/1946, ông là chỉ huy phó mặt trận Cầu Niệm, Thị xã Kiến An (Uỷ ban kháng chiến Liên tỉnh Hải Phòng Kiến An) mang mật danh A, giữ một vị trí phòng vệ hướng chính diện, từ hữu ngạn sông Lạch Tray.
Ngày 25/04/1947, quân Pháp với sự yểm trợ của pháo binh đã tấn công thị xã Kiến An từ nhiều phía. Trong tình thế, sở chỉ huy ở núi Cột Cờ bị địch bao vây, tuy bị thương nặng, nhưng ông vẫn ra lệnh cho anh em rút lui bảo toàn lực lượng còn một mình chống lại quân đich. Trần Thành Ngọ đã lừa địch tới gần, dùng lựu đạn giết địch, trong tình thế đó Trần Thành Ngọ đã anh dũng hi sinh.
Ông được Quốc hội, Chính phủ nước cộng hoà xã hội chủ nghĩa Việt Nam truy tặng danh hiệu Anh hùng lực lượng vũ trang.